# Міжбанківський кредит
Міжба́нківський креди́т — це оперативне за способом залучення коштів, але дороге джерело ресурсів банку.
Міжбанківські кредити використовуються:
- для оперативного регулювання ліквідності балансу банку;
- для надання кредитів вигідним позичальникам.

Міжбанківський кредит має такі форми:
- міжбанківські позики на основі кредитного договору і на основі генеральної угоди та співробітництва на ринку міжбанківського кредиту;
- залишки коштів на кореспондентських рахунках, заброньовані на певний термін під узгоджений банківський процент (оформляється кредитною угодою);
- платіжний кредит у формі овердрафта за кореспондентським рахунком (оформляється договором про встановлення кореспондентських відносин, або спеціальним договором про овердрафт).